# 북쪽분홍새우
북쪽분홍새우는 도화새우과의 갑각류이다. 몸길이는 12cm이며 몸색깔은 분홍색, 빨간색을 띤 주황색이다. 몸과 다리는 다른 새우에 비해 날씬하고 부드럽다. 

## 갤러리

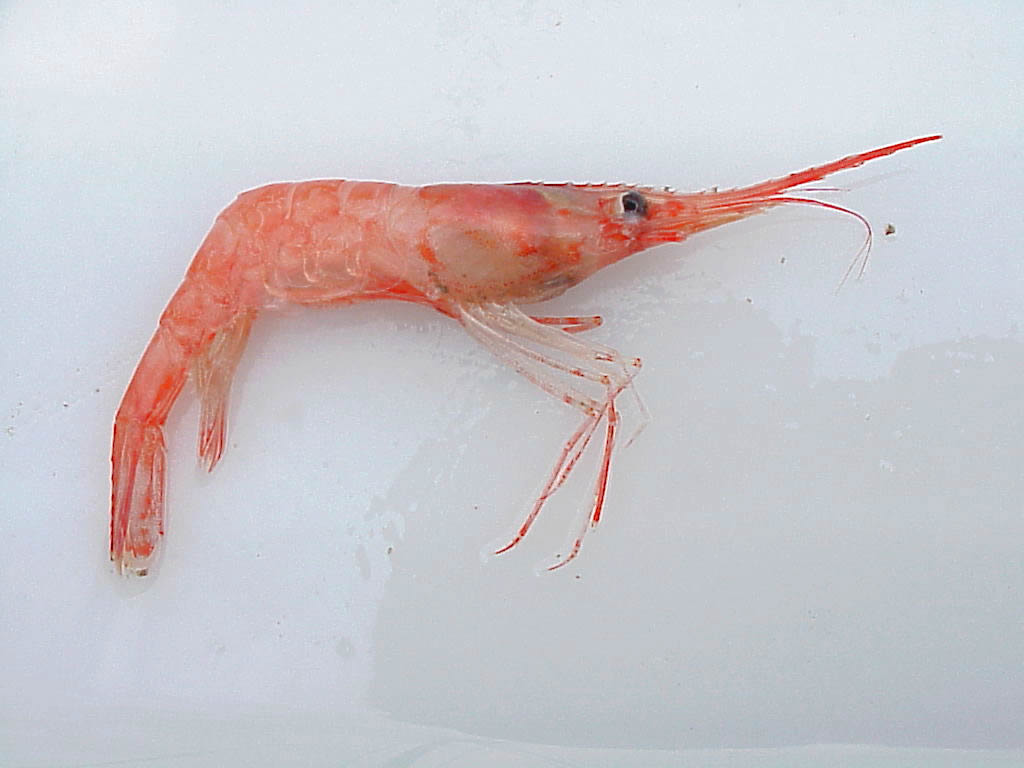
북쪽분홍새우